# Бондарёв, Ричард Александрович
Ри́чард Алекса́ндрович Бондарёв (род. 1 марта 1985, Москва) — российский актёр театра и кино.

## Биография
В 2006 году окончил ВГИК (мастерская И. Н. Ясуловича), и в том же году был зачислен в труппу МТЮЗа. Также работает в театре Практика и Театре наций. С 2013-2014 работал в Ленинградском академическом Большом драматическом театре имени М. Горького. С 2014 работал в Московском Губернском Театре как актёр и режиссёр. Также работал ведущим на канале «Карусель», известным под именем Бериляка, в детских телевизионных программах «Волшебный чуланчик» и «Бериляка учится читать», а также в «Театре Бериляки» (2016 год)

## Творчество

### Работы в театре
МТЮЗ:
- «Два клёна» — Котофей Иванович;
- «Кто царевну поцелует…» — Иванушка;
- «Питер Пен» — Нибс; Сосед семьи Дарлинг;
- «Оловянные кольца» — Садовник Зинзивер;
- «Нос» — Цирюльник Иван Яковлевич; Поприщин; Частный пристав; Чиновник № 2;
- «Кавалер-призрак» — Испанец;
- «Волк и семеро козлят» — Тютик
- «Шуты Шекспировы» — Меркуцио,Эдгар он же Бедный Том (реж. Кама Гинкас).

Дом Актёра:
- «Осторожно: Дети.!?» — Быков (реж. Григорий Лифанов).

Практика:
- «Вентиль» — Феликс (реж. Виктор Алфёров).

Театр Наций:
- «Circo ambulante» — Младший санитар (реж. Андрей Могучий)

### Большой драматический театр имени Г. А. Товстоногова
- 2014 — «Стравинский. История солдата» Солдат
- 2014 — «Алиса» по мотивам сочинений Льюиса Кэрролла. Режиссёр: Андрей Могучий — Алиса'

### Московский губернский театр
- 2015 — «Сирано Де Бержерак» — Лебре (реж. Сергей Безруков)

### Фильмография
| Год  |   | Название                                           | Роль                        |
| ---- | - | -------------------------------------------------- | --------------------------- |
| 2003 | с | Прощальное эхо                                     | сержант Головко             |
| 2006 | с | Карамболь                                          | Имя персонажа не указано    |
| 2006 | ф | Человек безвозвратный                              | Виктор                      |
| 2007 | с | Громовы. Дом надежды                               | участковый Колмогоров       |
| 2007 | ф | Отец                                               | Имя персонажа не указано    |
| 2007 | с | Подруга банкира                                    | Лёня Глинский               |
| 2008 | с | Два цвета страсти                                  | Сергей                      |
| 2008 | с | Закон и порядок: Отдел оперативных расследований 3 | Константин                  |
| 2008 | ф | Индиго                                             | 1-й сержант милиции         |
| 2008 | ф | Исчезнувшая империя                                | Эдик                        |
| 2008 | ф | Котов                                              | Скворцов, лейтенант милиции |
| 2008 | ф | Москва. Голоса ускользающих истин                  | Имя персонажа не указано    |
| 2008 | ф | Пленный                                            | Бравченко                   |
| 2008 | с | Своя правда                                        | Паша                        |
| 2008 | ф | Шут и Венера                                       | Имя персонажа не указано    |
| 2009 | ф | Будь со мной                                       | друг Ромы                   |
| 2009 | ф | Любка                                              | Рожков                      |
| 2009 | с | Московский дворик                                  | Имя персонажа не указано    |
| 2009 | ф | Ночь бойца                                         | милиционер                  |
| 2009 | с | Пелагия и белый бульдог                            | студент                     |
| 2009 | ф | Ясновидящая                                        | лейтенант Чумаков           |
| 2009 | с | Черчилль                                           | Дмитрий Штырёв              |
| 2010 | ф | Белое платье                                       | Борис                       |
| 2010 | ф | Вдовий пароход                                     | секретарь                   |
| 2010 | с | Дворик                                             | Даня                        |
| 2010 | с | Точка кипения                                      | охранник гимназии           |
| 2011 | ф | Бездельники                                        | Прохор                      |
| 2011 | с | Мамочки                                            | сын Мышилова                |
| 2011 | с | Профиль убийцы                                     | оперативник                 |
| 2011 | с | Наркомовский обоз                                  | Семён Верстовой, разведчик  |
| 2012 | с | Без срока давности (11-я серия «Попутчик»)         | Максим Викторович Заборский |
| 2012 | с | Ласточкино гнездо                                  | Костя                       |
| 2013 | с | Выжить после                                       | Олег                        |
| 2013 | с | Пасечник                                           | Слава Болдырев              |
| 2013 | с | Маша в законе                                      | Евгений                     |
| 2013 | с | Курьер из рая                                      | Оперативник СБУ             |
| 2013 | с | Жених                                              | Юрий Максимович             |
| 2013 | с | Дело чести                                         | Эдик Садальский             |
| 2013 | с | Деффчонки                                          | Гоша                        |
| 2014 | с | Провокатор                                         | Имя персонажа не указано    |
| 2014 | с | Там, где ты                                        | Имя персонажа не указано    |
| 2014 | с | Тест на беременность                               | Имя персонажа не указано    |
| 2014 | с | Турецкий транзит                                   | Имя персонажа не указано    |
| 2015 | с | Не пара                                            | Имя персонажа не указано    |
| 2015 | с | А у нас во дворе…                                  | Вирта                       |
| 2015 | с | Окрылённые                                         | Андрей                      |
| 2015 | с | Сезон любви                                        | Гриша                       |
| 2015 | с | Временно недоступен                                | Дмитрий Федоров             |
| 2017 | с | Оперетта капитана Крутова                          | Сергей Епишев               |

## Призы и награды
В 2006 году получил премию «Золотой лист» за лучшую мужскую роль в спектакле «Рождество в доме Синьора Купьелло» реж. Алексей Дубровский. В 2006 году в городе Брно (Чехия) был удостоен премии за лучшую характерную роль в спектакле «Осторожно, дети» реж. Григорий Лифанов. В том же году получил премию фонд Татьяны Макаровой за лучшую мужскую роль в спектакле «Когда закончится война» реж. Ксения Кузнецова В 2008 году на международном фестивале «Русская классика» в городе Лобня был удостоен премии за лучшую мужскую роль в спектакле «Осторожно, дети» реж. Григорий Лифанов. В 2006 году по окончании института ВГИКа отмечен дипломом интеллектуальные ресурсы России..